# إلياس الزيات
إلياس الزيات (1935 - 4 أيلول/سبتمبر 2022)، هو رسام وفنان تشكيلي سوري، أحد مؤسسي كلية الفنون الجميلة بدمشق.

## حياته
من مواليد دمشق عام 1935، درس المرحلة الثانوية في المدرسة الأرثوذكسية في دمشق، وكان يحب العمارة ويريد دراستها، ولكن ظروف والده المادية لم تمكنه من إرساله إلى بيروت لدراستها، فتحول إلى دراسة الرياضيات في جامعة دمشق، مزامنة مع دراسته فن التصوير تحت إشراف الفنان ميشال كرشه وذلك بين عامي (1952-1955)، بعدها حصل على منحة لدراسة الرسم في بلغاريا، وأكمل دراسة الفنون الجميلة في أكاديمية صوفيا للفنون الجميلة في صوفيا، وتلقى قواعد الفن تحت إشراف الفنان إيليا بيتروفبين بين عامي (1956-1960) وتخصص بالتصوير الزيتي. وتخرج من الأكاديمية عام 1960، ثم التحق بكلية الفنون الجميلة في القاهرة، مصر عام 1961 وقام بدراسات إضافية وأخذ بمتابعة الفنان عبد العزيز درويش، ثم في عام 1973 قام بدراسات إضافية وتدرب على تقنيات الترميم (كيمياء الألوان) في أكاديمية الفنون الجميلة وفي متحف الفنون التطبيقية في بودابست.

## حياته العملية
درّس في كلية الفنون الجميلة بجامعة دمشق منذ عام 1962 حتى تقاعده عام 2000، ودَرّسَ فن التصوير الزيتي في المعهد العالي للفنون الجميلة من عام (1980-2000)، وفي تلك الفترة شغل منصب رئيس قسم الفنون، ووكيل كلية الفنون الجميلة بجامعة دمشق، وممثل لجامعة دمشق في محافل عالمية، بالإضافة إلى دوره في هيئة الموسوعة العربية، كما كان مرجعاً في تعريف الفن الكنسي. ومن أهم مساهماته العملية تأسيس كلية الفنون الجميلة في دمشق عام 1960 متعاونا في ذلك مع كبار فناني جيله آنذاك.

## أعماله
أعماله مقتناة من قبل وزارة الثقافة السورية، والمتحف الوطني بدمشق، ومتحف دمّر، والقصر الجمهوري، ووزارة الخارجية السورية، ومعهد العالم العربي ـ باريس، وضمن مجموعات خاصة.

## وفاته
توفي في دمشق في 4 أيلول/سبتمبر 2022.